# The Pigeon Detectives
The Pigeon Detectives — британская инди-рок-группа, основанная в 2004 году в Ротуэлле. Участвовали в турне Dirty Pretty Things и Kaiser Chiefs в Йоркшире. К концу 2008 года группа выпустила два альбома, совместный тираж которых составил около 500 000 копий на территории Великобритании. В сентябре 2007 г. были номинированы на «Best New Act» по версии Q Awards, но награду выиграли The Enemy. Изначально название группы было дано в шутку, в честь французского мультфильма, появившегося в 70-е годы, позже на одном из фестивалей в Австралии музыканты решают оставить его в качестве официального.

## Дискография
- Wait for Me (2007)
- Emergency (2008)
- Up, Guards and at 'Em! (2011)
- We Met at Sea (2013)
- Broken Glances (2017)
- TV Show (2023)

## Интересные факты
Группа записала кавер на песню «The Power Of Love» группы Huey Lewis & The News.